# 沙文主义
沙文主义（法語： ）原指极端的、不合理的、过分的爱国主义或民族主义。现在沙文主义定义为“认为自己的群体或人民优越于其他群体或人民的非理性信念”。也因此，沙文主义者会将自己的群体或人民视为独特的，而将其他的群体或人民视为平庸的，甚至是低人一等的。

## 由來與定義
词源是拿破仑手下的一名（可能為文藝上杜撰的）士兵尼古拉·沙文，他由于获得军功章对拿破仑感恩戴德，对拿破仑以军事力量征服其他民族的政策狂热崇拜。而“沙文主义”这个名词則首先出现在法国的一部戏剧《三色帽徽》中，以讽刺的口吻描写沙文的这种情绪。後来这个词被广泛应用，如大国沙文主义、民族沙文主义等，還曾被女权运动的领袖用於“男性沙文主义”（相当于汉语中的“大男人主义”）。对于沙文主义表示好战情绪的义项，英語中有一個對等的詞叫作Jingoism。今日的沙文主义已经扩展到了对任何群体的不当偏爱和过度奉献，并尤其频繁地用于因某群体看不起局外人或者敌对势力时。
美國籍猶太裔學者路德維希·馮·米塞斯認為，「沙文主義」與「民族主義」，兩者在定義上，是存有差異而不應被混淆的。易言之，這是兩個完全不同的概念，而在兩者之間，也並非是必然相連。他認為，沙文主義，是一種性格，或是心性，它不會導致行為；民族主義，在一方面為推薦某種行為的學說，而在另一方面則為完成這種行為的政策。

## 極端民族主義
在19世紀時，歐洲各國興起民族主義，提倡擁有共同文化、語言及歷史的民族建立屬於他們的國家，於是多個民族發動了獨立運動，成功擺脫外族的管治，建立統一及獨立的民族國家。例如比利時脫離荷蘭的統治，在1831年取得獨立；普魯士（德意志邦國）先後打敗丹麥、奧地利帝國及法國於1871年建立統一的國家。
但是，到了19世紀末和20世紀初，歐洲列強為了增進自身民族的利益，不惜付出任何代價，試圖加強自己在歐洲及全世界的影響力，從而令這種擁護自己民族的情緒變質，成為一種危險的愛國主義，譬如納粹主義。
現今典型的極端民族主義有包含美国的美国例外主义、阿拉伯國家的基本教義派、馬來西亞的馬來人至上觀念、伊朗什葉派本位主義、中國大漢族主義、日韓右翼民族主義、南非的波耳人種族隔離制度等，这些思想概念也常被认为与沙文主义有关联。
政治学家汉娜·阿伦特1945年将沙文主义描述为：
沙文主义是国家概念中几乎自然的产物，它直接源自“国家使命”的旧观念……[一个]国家的使命可以被解释为将其光辉带给其他没有国家使命的民族。只要这个概念没有发展为沙文主义的意识形态，并停留在民族或者民族自豪感的模糊领域，它就常常演变为对落后人民福祉负有的高度责任感。

## 大国沙文主义
大国沙文主义原指极端的、不合理的、过分的爱国主义（因此也是一种民族主义），如苏联发起的冬季战争、阿富汗战争，日本挑起的甲午戰爭、侵華戰爭等。有时也特指大国为保护自身利益牺牲小国利益，如前苏联“东方战线”的成立。
如今其含义也囊括其他领域，主要指盲目热爱自己所处的团体，并经常对其他团体怀有恶意与仇恨，威脅訴諸武力等。大国沙文主义者一般都是对自己所在的国家、团体、民族感到骄傲，因此看不起其他的国家、民族和团体。

## 男性沙文主義
男性沙文主義，是一種認為男性必定優於女性的理念。此外，男性沙文主義亦包括認為男性優於女性是因為男性擁有陽具。
男性沙文主義常見於父權社會中的家庭，例如伊斯蘭教的穆斯林社會，丈夫或父親的權力是至高無上的，妻子和孩子應該要絕對服從。
在阿拉伯部落傳統（非伊斯蘭教義）之中，父親還可掌握女兒的生殺大權 - 名譽殺人（以維持名譽為由，殺死被強暴或行了未婚性行為的女兒）。同樣基於同态复仇的部落傳統，如果女兒失貞，其監護人有權強暴對方家族女性親屬。

## 民族沙文主義
民族沙文主义及沙文主义，民族沙文主义奉行极端的、不合理的、过分的爱国主义。因此民族沙文主义也是民族主义的一种。

## 外部連結
- 维基词典中的词条「沙文主义」